# Miguel Lora
Miguel “Happy” Lora Escudero (Montería, 2 aprile 1961) è un ex pugile colombiano.
La International Boxing Hall of Fame lo ha riconosciuto fra i più grandi pugili di ogni tempo.

## Gli inizi
Professionista dal 1979.

## La carriera
Campione del mondo dei pesi piuma dal 1985, battendo Daniel Zaragoza, al 1988.